# 簡易ガス事業者
簡易ガス事業者（かんいガスじぎょうしゃ）とは、2017年（平成29年）3月までのガス事業法（昭和29年法律第51号）に基づき一般の需要に応じ導管によりガスを供給する事業のうち、簡易なガス発生設備でガスを発生させ、一の団地（供給地点群）内において70戸（供給地点）以上のガス需要家に対し、導管でガスを供給し簡易ガス事業と規定される小売事業を営む者を指す。
ガス事業法の改正により、「簡易ガス事業者」という類型は2017年（平成29年）4月1日に廃止され、ガス小売事業者の一部（ガス事業法第2条第1項括弧書きに規定するものに係るガス小売事業）に移行した。
コミュニティーガス事業者とも呼ばれる。